# 475 Ocllo
475 Ocllo este o planetă minoră (asteroid), cu un diametru de 17,83 km, din Mars-crossing asteroid[*]. A fost descoperită pe 14 august 1901 la Observatorio de Arequipa⁠(d) de DeLisle Stewart și a fost numită după Mama Uqllu⁠(d). 
Obiectul prezintă o orbită caracterizată de o semiaxă mare de 2,5927523261712 UAi, o excentricitate de 0,37928205320438, o înclinație de 18,917 ° în raport cu ecliptica.